# Mark Ella
Pas d'image ? Cliquez ici

a Compétitions nationales et continentales officielles uniquement.

b Matchs officiels uniquement.
Mark Gordon Ella, né le 5 juin 1959 à La Perouse, dans la banlieue de Sydney, est un joueur de rugby à XV australien, d'origine aborigène, évoluant au poste de demi d'ouverture.
Malgré une carrière relativement courte (il prend sa retraite sportive à 25 ans), ce demi d'ouverture est considéré comme l'un des meilleurs joueurs de l'histoire du rugby australien, intronisé en 2005 dans le Hall Of Fame de la Fédération Australienne de Rugby.

## Biographie
Considéré comme l'un des joueurs les plus doués de l'histoire du rugby à XV australien, il est le plus doué des trois frères Ella, son jumeau Glen et un frère cadet Gary, qui ont porté les couleurs des Wallabies durant les années 1980. Sa réputation est due à ses qualités de coureur, de passeur et de buteur, qualités essentielles pour un demi d'ouverture mais rarement toutes présentes chez un même joueur. Ainsi, son compatriote David Campese dit de lui qu'il est « the best rugby player I have ever known or seen » (le meilleur joueur de rugby qu'il ait jamais connu ou vu).
En 1982, il obtient l'honneur de mener son équipe contre les All Blacks de son idole, le légendaire Graham Mourie, dans une série pour le gain de la Bledisloe Cup, série perdue par deux victoires à une. Il devient par la même occasion le premier capitaine aborigène de l'équipe nationale.
En 1984, il participe à la tournée victorieuse des Wallabies dans les îles britanniques et irlandaise avec une jeune équipe et un nouvel entraîneur Alan Jones, tournée qui se termine par un Grand Chelem contre les quatre équipes britanniques, le seul de l'histoire du rugby australien,. Ce Grand Chelem est doublé par un grand chelem personnel : il marque un essai dans chacune des rencontres. 
À la surprise générale, il met fin à sa carrière à la suite de cette tournée, à l'âge de 25 ans seulement, privilégiant ses études et étant en conflit avec le sélectionneur Alan Jones.

## Statistiques en équipe nationale
- Mark Ella totalise 25 sélections avec les Wallabies entre 1980 et 1984, dix comme capitaine
- Sélections par année : 3 en 1980, 2 en 1981, 5 en 1982, 7 en 1983, 8 en 1984.